# Biswamoy Biswas
Biswamoy Biswas (* 2. Juni 1923 in Kalkutta; † 10. August 1994 ebenda) war ein indischer Ornithologe und Naturschützer. Sein Forschungsschwerpunkt war die Systematik der indischen und nepalesischen Avifauna.

## Leben und Wirken
Biswas war der Sohn eines Geologie-Professors. 1947 erhielt er ein dreijähriges Stipendium von der Zoological Survey of India. Dies erlaubte ihm, im British Museum in London, bei Erwin Stresemann in Berlin und bei Ernst Mayr in New York zu studieren. Durch seine Mitarbeit im American Museum of Natural History hat Biswas zu einem besseren Verständnis der indischen Taxa aus der Familie der Eigentlichen Papageien und der Würger beigetragen. Nach seiner Promovierung zum Ph.D. an der University of Calcutta war Biswas mit der Abteilung für Vögel und Säugetiere in der Regierungsorganisation Zoological Survey of India (ZSI) betraut. Später, bis zu seiner Pensionierung im Jahre 1981, war er Mitdirektor der ZSI. Bis 1986 war er emeritierter Wissenschaftler. 1953 veröffentlichte Biswas in seinem Werk „A Check-List of Genera of Indian Birds“ ein modernes Gattungskonzept, was als Grundlage für alle folgenden taxonomischen Abhandlungen über die Avifauna des indischen Subkontinents gilt. Biswas schrieb ebenfalls über die Vogelanatomie, insbesondere über das Gefäßsystem und über die Säugetiertaxonomie. Eines seiner Hauptwerke ist „The Birds of Nepal“, von dem zwischen 1960 und 1967 zwölf Bände erschienen. Neben Salim Ali und Sidney Dillon Ripley war er Co-Autor des Werkes „Birds of Bhutan“, das 1995 publiziert wurde. Zu den wissenschaftlichen Erstbeschreibungen von Biswas zählt der Rosenkopfsittich (Psittacula roseata).
Als leidenschaftlicher Naturschützer wirkte Biswas bei der Errichtung der Salt Lakes and Narendrapur Wildlife Sanctuaries in der Nähe von Kolkata mit. Darüber hinaus war er an Kongressen des International Council for Bird Preservation (heute BirdLife International) beteiligt. Biswas war einige Jahre Chefredakteur der Proceedings of the Zoological Society of Calcutta.

## Mitgliedschaften und Ehrungen
1948 wurde Biswas Mitglied bei der American Ornithologists’ Union und 1953 wurde er zum korrespondierenden Mitglied gewählt. 1958 wurde er Mitglied beim International Ornithological Committee, das die Internationalen Ornithologischen Kongresse ausrichtet. Die Asiatic Society zeichnete ihn 1975 mit der Joy Govinda Law Memorial Medallion aus. 1981 benannte Subhendu Sekhar Saha das Namdapha-Gleithörnchen (Biswamoyopterus biswasi) zu Ehren von Biswamoy Biswas.